# Весміна Шикова
Весміна Шикова (болг. Весмина Шикова; нар. 3 жовтня 1951, Варна) – болгарська шахістка, міжнародний майстер серед жінок від 1971 року.

## Шахова кар'єра
Від кінця 1960-х до середини 1980-х років належала до когорти провідних болгарських шахісток. Неодноразово брала участь у фіналі індивідуального чемпіонату країни, вигравши 11 медалей: золоту (1972), срібну (1978) і дев'ять бронзових (1968, 1969, 1970, 1971, 1973, 1977, 1982, 1984, 1985). У складі збірної Болгарії взяла участь у шахових олімпіадах, 1972 року (Скоп'є посіла 1-ше місце) і 1978 року Буенос-Айрес (1978, 6-те місце).
Досягнула кількох успіхів на міжнародних турнірах, зокрема, в таких містах, як: Софія (1967 – 5-те місце, 1970 – 2-3-тє місце) і Галле (1969 – 1-ше місце, 1970 – 4-те місце, 1975 – 5-6-те місце). 1972 року взяла участь у зональному турнірі (відбіркового циклу чемпіонату світу), який відбувся в Пернику.
Найвищий рейтинг Ело в кар'єрі мала станом на 1 січня 1989 року, досягнувши 2175 очок займала тоді 9-те місце серед болгарських шахісток. 1996 року завершив шахову кар'єру.